# 笹本旭
笹本 旭（ささもと あきら、2014年5月27日 - ）は、日本の子役。
クラージュキッズ所属。

## 人物
趣味・特技は、腹話術、バラライカ演奏など。
2023年、F-1腹話術グランプリ エンターテインメント部門に参加し、審査員特別賞を受賞。審査員のいっこく堂から「間違いなく天才」と評された。

## 出演

### バラエティ
- えいごであそぼ with Orton（2021年度・2022年度、NHK Eテレ）AKIRA 役
- ナニコレ珍百景（2023年4月23日、テレビ朝日）
- レゴマスターズJAPAN（2023年6月24日 TBSテレビ）

### 映画
- 犬鳴村（2020年）遼太郎 役
- 樹海村（2021年）遼太郎 役
- Bittersand（2021年）立花奏太 役
- 牛首村（2022年）遼太郎 役

### テレビドラマ
- 逃げるは恥だが役に立つ 最終話（2016年、TBS）みくり・平匡の子供 役[2]
- 緊急取調室3rd SEASON 第6話（2019年、テレビ朝日）今泉雄馬 役
- 再雇用警察官（2020年、テレビ東京）本条良太 役
  - 再雇用警察官2（2021年6月28日）
  - 再雇用警察官3（2021年12月13日）
  - 再雇用警察官4（2022年7月4日）
  - 再雇用警察官5（2023年3月13日）
- デフ・ヴォイス 法廷の手話通訳士（2023年12月16日・23日、NHK総合・NHK BS4K） -  主演・荒井尚人の7歳時 役
- 連続テレビ小説 「あんぱん」（2025年3月31日 - 4月10日、NHK総合） - 田川岩男 （幼少期）役
- 僕達はまだその星の校則を知らない（2025年7月14日 - 、関西テレビ・フジテレビ） - 吉田修 役[3]

### ラジオドラマ
- FMシアター（NHK-FM）
  - 『マイリバー、マイライフ』（2025年6月14日） - 主演・川北 役[4]

### CM
- NIDEK レクアガード「ばんばん篇」（2019年）息子 役[5]
- 三井不動産レジデンシャル「三井に住んでいます。いい日の糸篇」（2019年）
- 神田屋鞄製作所「一生の宝物篇」（2020年）
- バンダイ「キャラパキ解体図鑑」（2020年）息子 役[6]
- すかいらーく、ガスト「どちらが食べたい?ガストの冬の新商品!」（2020年）息子 役
- NEC LAVIE「だれのしわざ篇」（2020年）孫 役[7]
- 伊東園ホテルズ、通える温泉宿「おみそれしました」篇（2022年）孫 役[8]
- ECCジュニア 先生募集（2023年）[9]
- アフラック生命保険、医療保険EVERシンプル「＜実写版＞よーく考えよう」お手頃篇（2023年）丸尾君 役[10]

### 舞台
- ボディガード（2024年2月 - 4月）フレッチャー 役
- ディズニー くまのプーさん（2024年4月 - 7月）クリストファー・ロビン 役